# Thomas-Morse MB-4
Thomas-Morse MB-4 − amerykański samolot pocztowy zaprojektowany i wybudowany w zakładach Thomas-Morse Aircraft w latach 1919-20 na zamówienie United States Post Office Department. Samolot miał nietypową konstrukcję, napędzany był dwoma silnikami w konfiguracji ciągnąco-pchającej znajdującymi się w centralnej gondoli, a załoga składając się z pilota i mechanika miała oddzielne kabiny w dwóch kadłubach znajdujących się po obydwu stronach gondoli silnikowej. Pomimo dobrych osiągów i udźwigu samolot nie został przyjęty do produkcji seryjnej z powodu problemów pilotażowych.

## Tło historyczne
W 1919 firma Thomas-Morse Aircraft odniosła duży sukces zdobywając kontrakt United States Army Air Service na budowę 50 myśliwców Thomas-Morse MB-3, które na początku lat 20. stały się standardowymi myśliwcami Armii. Spodziewając się następnych zamówień firma zainwestowała znaczne sumy pieniędzy w materiały i narzędzia potrzebne do budowy następnej serii samolotów, ale ku rozczarowaniu właścicieli Thomas-Morse Aircraft kontrakt na budowę 200 samolotów w wersji MB-3A został przyznany zakładom Boeinga, które zaoferowały niższą cenę.
Jeszcze przed utratą pozostałej części kontraktu, w czerwcu 1919, United States Post Office Department ogłosił konkurs na budowę nowego samolotu pocztowego. Według specyfikacji Poczty samolot miał być napędzany dwoma lub trzema silnikami Liberty L-12 lub Hispano-Suiza 8 i być w stanie udźwignąć do 1500 funtów (680 kg) poczty. W Thomas-Morse Aircraft przystąpiono do projektowania nowego samolotu starając się do tego używać jak najwięcej części i komponentów używanych do produkcji myśliwca MB-3.

## Opis konstrukcji
Thomas-Morse MB-4 był dwupłatowym, dwusilnikowym, dwumiejscowym samolotem pocztowym o konstrukcji całkowicie drewnianej. Samolot miał bardzo nietypową, trzy-kadłubową konfigurację - środkowy kadłub (gondola) mieścił dwa silniki Hispano-Suiza w konfiguracji ciągnąco-pchającej, po obydwu stronach gondoli znajdowały się dwa kadłuby w których umieszczono pojedyncze kokpity załogi. Stanowisko pilota znajdowało się w lewym kokpicie, a stanowiska drugiego pilota/mechanika w prawym, pomiędzy kokpitami nie zainstalowano żadnego systemu komunikacyjnego. Ładunek był przewożony w trzech lukach - jednym znajdującym się w centralnej gondoli pomiędzy silnikami i dwóch znajdujących się w tylnych częściach kadłubów.

## Historia
Samolot został oblatany w lutym 1920. W czasie oblatywania odkryto, że miał on źle działający system paliwowy i cierpiał na nadmierne wibracje spowodowane pracą silników. Zbyt duża moc silników przeciążała konstrukcję samolotu, a w czasie startu powodowała, że jeden kokpit odrywał się od ziemi wcześniej od drugiego. Według kierownika fabryki Morse-Thomas Jerome'a Frieda MB-4 był „najgorszą rzeczą ze skrzydłami”.
Pierwszy wybudowany egzemplarz został przekazany Poczcie 1 marca, samolot został zakupiony przez Pocztę, ale nie zamówiono żadnych dodatkowych egzemplarzy.
W źródłach nie ma zgodności, co do tego ile samolotów wybudowano łącznie, powstały dwa lub cztery egzemplarze.  Oprócz pierwszego przekazanego Poczcie pozostały samolot, czy samoloty zostały przekazane Armii (według jednego źródła numery seryjne AS64306, AS64373/64374) i przynajmniej jeden był testowany w bazie McCook Field jako P-172. Około rok później wszystkie samoloty zostały złomowane.